# Williams Companies
Williams Companies Inc. es una compañía de energía con sede en Tulsa (Estados Unidos). Su negocio se centra en el procesamiento y transporte de gas natural. También tiene intereses en el petróleo y en la generación de electricidad. Es una compañía que figura en la lista Fortune 500 y sus acciones cotizan en el índice S&P 500 y en el Dow Jones.

## Historia
La compañía fue fundada por los hermanos Miller y David Williams en la localidad de Fort Smith (Arkansas) en 1908. Pronto amplió sus intereses y llegó al gas natural y al petróleo. La compañía se reubicó en la ciudad de Tulsa en 1919. En 1949, John H. Williams, un sobrino de los fundadores, junto con su hermano Charles y un hijo de David Williams, David Williams Jr., compraron el negocio de los fundadores. John H. Williams se reservó el puesto de presidente de la compañía hasta 1971 y el de CEO hasta que 1979. La compañía salió a Bolsa en 1957 bajo el nombre de Hermanos del Williams.
La compañía se hizo pública en 1957 bajo el nombre de Williams Brothers. A medida que se diversificó en la década de 1970, fue renombrada como The Williams Companies, Inc. Desde 1997, su identidad de marca se ha simplificado a "Williams".

### Adquisiciones
En 1966, Williams compró el mayor oleoducto de Estados Unidos, conocido como Great Lakes Pipe Line Company, por alrededor de $ 287 millones. En 1982, se expandió en el transporte del gas natural con la compra de Northwest Energy Company, y extendió su alcance a la Costa Este con la compra de Transco Energy Company, en 1995.
En 2001, Williams adquirió Barrett Resources, que le proporcionó reservas adicionales de gas nacional. En 2002, la empresa se encontró en dificultades financieras debido a las condiciones cambiantes del mercado y la gran deuda de su filial, Williams Communications Group. La compañía obtuvo un préstamo de emergencia de alto interés de Warren Buffett para mantenerse alejada de la bancarrota, y reorientó su enfoque hacia la producción, procesamiento y transporte de gas natural, así como en aumentar sus reservas de recursos. Uno de los movimientos que realizó en esa época (2004) fue la venta de dos de las plantas de gas natural más grandes de Canadá y su participación en otra planta de Inter Pipeline Fund por US $ 540 millones.
En 2010, la compañía sufrió una importante reestructuración que incluyó una reorganización de sus extensas participaciones en gasoductos en Williams Partners LP. En octubre de 2010, Williams y Williams Partners L.P. anunciaron que el presidente y consejero delegado Steve Malcolm se jubilaría al final del año. El Consejo de Administración de Williams dijo que había elegido a Alan Armstrong para suceder a Malcolm como CEO a partir del 3 de enero de 2011. Armstrong había servido como vicepresidente senior de Williams desde 2002.
El 16 de febrero de 2011, la junta directiva de Williams aprobó un plan para separar los negocios de la compañía en dos corporaciones autónomas, negociadas públicamente. El plan preveía que Williams separase su negocio de exploración y producción a través de una oferta pública inicial (OPI) en el tercer trimestre de 2011 de hasta el 20 por ciento de sus intereses y, en 2012, un spin-off libre de impuestos a los accionistas de Williams del resto de la compañía.
En junio de 2015, Williams Companies rechazó una oferta de compra de su rival Energy Transfer Equity que valoraba la compañía en 53 100 millones de dólares, deuda incluida.

## Telecomunicaciones
La compañía ayudó al desarrollo de la industria de las telecomunicaciones por Fibra óptica y cable a través de sus tuberías. Construyó dos redes nacionales, que posteriormente se convirtieron en empresas separadas. La primera se vendió en 1995 a LDDS (Long Distance Discount Services), que se convertiría en WorldCom y luego en MCI). La segunda red se creó en 2001, cuando Williams Communications se declaró en bancarrota. Al año siguiente adoptó el nombre WilTel Communications, y finalmente fue adquirido por Level 3 Communications.

## Pleitos y multas
Williams Companies y Boardwalk Pipeline Partners fueron multados con 2,4 millones de dólares por 18 incidentes que tuvieron lugar entre 2006 y 2013 (fallos para controlar corrosión y esperas para reparar una línea gasista natural que tenía pérdida de metal en Kentucky).